# John Sullivan (cầu thủ bóng đá Ireland)
John Sullivan (sinh 6 tháng 1 năm 1991) là một cầu thủ bóng đá Ireland thi đấu cho Galway United ở League of Ireland Premier Division.

## Sự nghiệp
Sullivan ký hợp đồng với Hamilton Academical ngày 2 tháng 1 năm 2009 từ đội bóng Ireland Bohemians. Anh ra mắt chuyên nghiệp ngày 26 tháng 12 năm 2009, trong trận đấu tại Scottish Premier League trước Celtic. Sullivan rời Hamilton cuối mùa giải 2009–10 trở lại Ireland, trải qua mùa giải 2010 cùng với Limerick, trước khi chuyển đến Shelbourne thi đấu mùa giải 2011.
Sullivan rời khỏi Shelbourne ngày 30 tháng 7 năm 2012.
Sullivan ký hợp đồng với Dundalk ngày 8 tháng 1 năm 2013.
Vào ngày 12 tháng 12 năm 2015, Sullivan ký hợp đồng với Galway United cho mùa giải 2016. Vào ngày 4 tháng 3 năm 2016, trong trận mở màn mùa giải trước St Patrick's Athletic tại Richmond Park, Sullivan đã ra mắt và ghi bàn thắng bằng đầu ở phút 83 trong chiến thắng 3-1. Mặc dù có khởi đầu tuyệt vời trong thời gian ở Galway United, nhưng vào ngày 28 tháng 6 năm 2016, Sullivan đã rời câu lạc bộ với lý do vấn đề đi lại.
Sullivan tái ký hợp đồng với Bray Wanderers vào tháng 7 năm 2016. Anh rời Bray sau mùa giải 2018 của họ, trải qua năm 2019 chơi với các đội nghiệp dư Bluebell United và Crumlin United. Sau đó anh ấy nghỉ thi đấu ở tuổi 28 và gia nhập DLR Waves với tư cách là huấn luyện viên cho mùa giải 2020 của họ.